# 古建东
古建东（1962年2月—）陕西蒲城人，中国国家博物馆党委副书记兼纪委书记。

## 生平
古建东是中国共产党党员，研究生学历。1980年11月参加工作，1983年3月加入中国共产党。1980年11月到1995年9月，历任某警卫部队战士、正排职干部、副连职分队长、正连职中队长、副营职中队长。1995年9月，任中国革命博物馆保卫处干部。1999年9月，任中国革命博物馆保卫处副处长。2002年5月，任中国革命博物馆保卫处处长。2003年3月到2015年9月，任中国国家博物馆安全保卫处处长。2013年7月到2015年8月，任中国国家博物馆馆长助理。2015年8月起，任中国国家博物馆党委副书记兼纪委书记。